# Рокета Белбо
Рокѐта Бѐлбо (на италиански: Rocchetta Belbo; на пиемонтски: Rochetta an Belb, Рокета ан Белб) е село и община в Северна Италия, провинция Кунео, регион Пиемонт. Разположено е на 273 m надморска височина. Населението на общината е 178 души (към 2010 г.).